# Никанор (син на Парменион)
Никанор (на старогръцки: Nικάνωρ) е военачалник на македонския цар Александър Велики.
Произлиза от висша македонска фамилия. Той е вторият син на македонския пълководец Парменион и брат на Филота и Хектор. Сестра му е омъжена за пълководците Атал и Коин.
Той е командир на пехотинците (хипаспистите) в походите на Александър Велики и участва във всички големи битки на Александър. По заповед на Александър преследва Дарий III (според други източници Бес) заедно с Агрианите на Атал. Никанор умира в 330 г. пр. Хр., преди Александър да заличи неговата фамилия. Брат му Филота получава нареждането от Александър да се грижи за погребението му, а войската продължила по-нататък.